# Алексієвка (Ніколаєвський район)
Алексі́євка (рос. Алексеевка) — село у складі Ніколаєвського району Хабаровського краю, Росія. Входить до складу Нижньопронгенського сільського поселення.

## Населення
Населення — 7 осіб (2010; 11 у 2002).
Національний склад (станом на 2002 рік):
- росіяни — 100 %